# Buriticá (kommun)
Buriticá är en kommun i Colombia.   Den ligger i departementet Antioquía, i den nordvästra delen av landet, 300 km nordväst om huvudstaden Bogotá. Antalet invånare är 6 955. Arean är 364 kvadratkilometer.
Terrängen i Buriticá är huvudsakligen mycket bergig.